# Joseph de Forbin des Issarts
Pour les articles homonymes, voir Forbin.
Pour les autres membres de la famille, voir Maison de Forbin.
Joseph Charles Louis Henri de Forbin des Issarts, 1er marquis des Issarts (Avignon, 25 août 1775 - Avignon, 12 février 1851) est un homme politique et militaire français.

## Biographie

### Vie privée
Il est issu d'une ancienne famille avignonnaise, il est le fils de Jean-Baptiste Ignace Isidore de Forbin des Issarts, comte de Forbin des Issarts, chevalier, capitaine dans les troupes du roi de France (1730-1813), et de Magdeleine-Léontine d'Arcussia (1757-1808).

### Vie publique
Il émigre au début de la Révolution française, et participe au siège de Toulon, dans les rangs de la flotte espagnole. De retour en France en 1813, il se rallie à Louis XVIII, qu'il accompagne à Gand, alors qu'il est lieutenant des gardes du corps et chevalier de Saint-Louis. À son retour, il devient colonel d'état-major et président du collège électoral de Vaucluse.
Il est nommé pair de France, le 5 novembre 1827, il se retira après les événements de juillet, la Charte de 1830 ayant annulé les nominations à la pairie faites par Charles X.

## Famille
Il épouse, le 7 novembre 1808, Marie Gabrielle Adélaïde de Fogasse (1784-1866), fille de Joseph Armand de Maquerel de Pleine-Selve et de Hélène Bouzier d'Estouilly. Ils ont cinq enfants.
- Gabriel Palamède Joseph de Forbin des Issarts, 2e marquis des Issarts (20 décembre 1802 - 28 octobre 1868) épouse Joséphine Gabrielle Marie de Joannis de Verclos (5 août 1811 - 12 mars 1855), dont descendance ;
- Alfred Paul Joseph de Forbin des Issarts, comte des Issarts (21 octobre 1804 - 1842), célibataire, sans enfants ;
- Albert Joseph Charles de Forbin des Issarts (10 janvier 1807 - 1815), célibataire, sans enfants ;
- Odon Joseph Roger de Forbin des Issarts, comte des Issarts (1810 - 18 février 1872) épouse Gabrielle Julie Céleste de Cazals, sans descendance ;
- Marie Eugénie Laurence de Forbin des Issarts (7 septembre 1812 - 1866), célibataire, sans enfants.

## Distinctions

### Décorations françaises
- Chevalier de la Légion d'honneur
- Chevalier de l'Ordre royal et militaire de Saint-Louis